# David Chodounsky
David Chodounsky (* 25. Juni 1984 in Saint Paul, Minnesota) ist ein ehemaliger US-amerikanischer Skirennläufer. Er startete hauptsächlich in den technischen Disziplinen Slalom und Riesenslalom.

## Biografie
Chodounsky wurde in Saint Paul geboren und wuchs im US-Bundesstaat Minnesota auf, wo er das Skifahren erlernte. Im Alter von sieben Jahren schloss er sich dem Buck Hill Ski Racing Team an, wo er unter anderem von dem aus Österreich stammenden Erich Sailer trainiert wurde. Um das Talent des Jungen weiter zu fördern, übersiedelten seine Eltern 1995 mit ihm in den Wintersportort Crested Butte in Colorado. Er besuchte das Dartmouth College in Hanover, New Hampshire, und erzielte mit dem College-Skiteam Big Green einige Erfolge. 2008 schloss er dort sein Studium mit einem Bachelor of Arts in den Fächern Ingenieurwesen und Geologie ab.
Im November 1999 bestritt Chodounsky seine ersten FIS-Rennen, ein Jahr später folgten erste sporadische Einsätze im Nor-Am Cup. Nach ersten Siegen in FIS-Rennen und mehreren Platzierungen unter den besten 20 im Nor-Am Cup fuhr er im Januar 2007 erstmals in einem Nor-Am-Cup-Rennen unter die schnellsten zehn. Nachdem er mit konstanten Leistungen in der Saison 2007/08 den zehnten Platz in der Slalomwertung erzielt hatte, erreichte er im Winter 2008/09 die ersten Podestplätze und den achten Rang in der Slalomwertung. Im März 2009 gewann Chodounsky die US-amerikanische Meisterschaft im Slalom, ein Jahr später wurde er in dieser Disziplin und in der Kombination Vizemeister. In der Saison 2009/10 startete er im Nor-Am Cup erstmals auch in Super-Gs und Kombinationen. Zu Beginn der Saison 2010/11 feierte er im Slalom von Loveland seinen einzigen Sieg in dieser Rennserie.
Im Weltcup nahm Chodounsky erstmals in der Saison 2009/2010 an vier Slaloms teil, kam aber in keinem dieser Rennen bis in den zweiten Durchgang der besten 30. Dies gelang ihm erstmals bei seinem siebten Einsatz am 6. Januar 2011, dem Slalom von Zagreb. Dort gewann er mit Platz 20 seine ersten Weltcuppunkte. Nach zwei weiteren Platzierungen um Rang 20 nahm er an den Weltmeisterschaften 2011 in Garmisch-Partenkirchen teil, wo er jedoch im zweiten Slalomdurchgang ausschied. Im folgenden Winter 2011/2012 nahm Chodounsky nur an wenigen Rennen teil. Er beendete nach anhaltenden Knieproblemen im Dezember die Saison und unterzog sich im Januar einer Operation an der Patellasehne. In der Saison 2012/13 fuhr Chodounsky im Weltcup zweimal unter die besten zehn, wobei der fünfte Platz beim City Event in Moskau sein bisher mit Abstand bestes Ergebnis war. Bei den Weltmeisterschaften 2013 in Schladming schied er im ersten Slalomlauf aus. Mit zwei Top-10-Platzierungen während der Saison 2013/14 qualifizierte er sich für die Olympischen Winterspiele 2014 in Pyeongchang, schied dort aber erneut im ersten Lauf des Slaloms aus. Zum Abschluss des Winters holte er seinen zweiten amerikanischen Slalom-Meistertitel. Im darauf folgenden Winter 2014/15 war ein elfter Platz sein bestes Weltcupergebnis.
Während Chodounsky bei den Weltmeisterschaften 2015 in Vail nicht über Platz 29 im Riesenslalom hinauskam, konnte er seinen Slalom-Meistertitel vom Vorjahr erfolgreich verteidigen. Die Weltcupsaison 2015/16 war seine erfolgreichste: Er fuhr viermal unter die besten zehn, wobei der vierte Platz am 13. Dezember 2015 im Slalom von Val-d’Isère das beste Ergebnis seiner Karriere war. Ebenso gewann er zum dritten Mal hintereinander den amerikanischen Slalom-Meistertitel. Top-10-Ergebnisse gelangen ihm während der Saison 2016/17 keine mehr, bei den Weltmeisterschaften 2017 in St. Moritz wurde er Elfter im Riesenslalom und Zwölfter im Slalom. Obwohl Chodounsky während der Weltcupsaison 2017/18 nur einmal unter die besten 15 fuhr, durfte er an den Olympischen Winterspielen 2018 in Pyeongchang teilnehmen. Dort erzielte er Platz 9 im Mannschaftswettbewerb und Platz 18 im Slalom. Im Sommer 2018 gab er seinen Rücktritt vom aktiven Skirennsport bekannt.

## Erfolge

### Olympische Spiele
- Pyeongchang 2018: 9. Mannschaftswettbewerb, 18. Slalom

### Weltmeisterschaften
- Vail/Beaver Creek 2015: 29. Riesenslalom
- St. Moritz 2017: 11. Riesenslalom, 12. Slalom

### Weltcup
- 7 Platzierungen unter den besten zehn

### Weltcupwertungen
| Saison  | Gesamt | Gesamt | Riesenslalom | Riesenslalom | Slalom | Slalom |
| Saison  | Platz  | Punkte | Platz        | Punkte       | Platz  | Punkte |
| ------- | ------ | ------ | ------------ | ------------ | ------ | ------ |
| 2010/11 | 112.   | 32     | –            | –            | 43.    | 32     |
| 2012/13 | 63.    | 105    | –            | –            | 21.    | 105    |
| 2013/14 | 62.    | 93     | –            | –            | 19.    | 93     |
| 2014/15 | 70.    | 85     | 39.          | 14           | 25.    | 71     |
| 2015/16 | 49.    | 210    | 40.          | 25           | 15.    | 185    |
| 2016/17 | 73.    | 90     | 39.          | 27           | 31.    | 63     |
| 2017/18 | 104.   | 34     | –            | –            | 34.    | 34     |

### Nor-Am Cup
- Saison 2007/2008: 10. Slalomwertung
- Saison 2008/2009: 8. Slalomwertung
- Saison 2009/2010: 8. Super-Kombinations-Wertung
- Saison 2010/2011: 6. Slalomwertung
- 9 Podestplätze, davon 1 Sieg:

| Datum             | Ort      | Land | Disziplin |
| ----------------- | -------- | ---- | --------- |
| 27. November 2010 | Loveland | USA  | Slalom    |

### Weitere Erfolge
- 4 US-amerikanische Meistertitel (Slalom 2009, 2014, 2015, 2016)
- 5 Podestplätze im Australia New Zealand Cup, davon 3 Siege
- 15 Siege in FIS-Rennen